# Stazione meteorologica di Sciacca
La stazione meteorologica di Sciacca è la stazione meteorologica di riferimento per il Servizio Meteorologico dell'Aeronautica Militare e per l'Organizzazione Meteorologica Mondiale relativa alla città di Sciacca.

## Caratteristiche
La stazione meteorologica, in passato presidiata e attualmente di tipo automatico DCP, si trova nell'Italia insulare, in Sicilia, in provincia di Agrigento, nel comune di Sciacca, a 125 metri s.l.m. e alle coordinate geografiche 37°30′48.69″N 13°07′36.28″E.

## Medie climatiche ufficiali

### Dati climatologici 1951-1980
In base alla media trentennale 1951-1980, effettivamente elaborata tra il 1952 e il 1980 e non dissimile da quella del trentennio di riferimento climatico 1961-1990 dell'Organizzazione Meteorologica Mondiale, la temperatura media dei mesi più freddi, gennaio e febbraio, si attesta a +11,3 °C; quella del mese più caldo, agosto, è di +25,3 °C

.
Le precipitazioni medie annue fanno registrare il valore di 540 mm e sono mediamente distribuite in 56 giorni di pioggia, con marcato e prolungato minimo in primavera ed estate e picco massimo in inverno.
L'umidità relativa media annua si attesta al 67,6% con minimo di 56% a luglio e massimo di 74% a dicembre e a gennaio.
| Sciacca (1951-1980)        | Mesi | Mesi | Mesi | Mesi | Mesi | Mesi | Mesi | Mesi | Mesi | Mesi | Mesi | Mesi | Stagioni | Stagioni | Stagioni | Stagioni | Anno |
| Sciacca (1951-1980)        | Gen  | Feb  | Mar  | Apr  | Mag  | Giu  | Lug  | Ago  | Set  | Ott  | Nov  | Dic  | Inv      | Pri      | Est      | Aut      | Anno |
| -------------------------- | ---- | ---- | ---- | ---- | ---- | ---- | ---- | ---- | ---- | ---- | ---- | ---- | -------- | -------- | -------- | -------- | ---- |
| T. max. media (°C)         | 13,7 | 13,9 | 15,6 | 17,6 | 22,3 | 26,6 | 29,3 | 29,0 | 26,3 | 22,3 | 18,2 | 15,1 | 14,2     | 18,5     | 28,3     | 22,3     | 20,8 |
| T. min. media (°C)         | 8,8  | 8,6  | 9,6  | 11,3 | 14,7 | 18,5 | 20,8 | 21,5 | 19,7 | 16,4 | 12,9 | 10,2 | 9,2      | 11,9     | 20,3     | 16,3     | 14,4 |
| Precipitazioni (mm)        | 80   | 80   | 60   | 40   | 10   | 0    | 0    | 0    | 30   | 60   | 80   | 100  | 260      | 110      | 0        | 170      | 540  |
| Giorni di pioggia          | 8    | 8    | 6    | 5    | 2    | 0    | 0    | 0    | 4    | 6    | 7    | 10   | 26       | 13       | 0        | 17       | 56   |
| Umidità relativa media (%) | 74   | 72   | 69   | 67   | 65   | 58   | 56   | 62   | 69   | 72   | 73   | 74   | 73,3     | 67       | 58,7     | 71,3     | 67,6 |